# Francisco Sánchez Lara
Francisco Sánchez Lara (nascido em 11 de agosto de 1989) é um atleta paralímpico espanhol que compete na modalidade de basquetebol em cadeira de rodas. Participou dos Jogos Paralímpicos de Verão de 2012 em Londres.